# غلاف تمام‌فلزی
غلاف تمام‌فلزی (به انگلیسی: Full Metal Jacket) فیلمی در ژانر جنگی ساختهٔ استنلی کوبریک در سال ۱۹۸۷ است. این فیلم با تحسین منتقدان مواجه گشت و نامزد یک جایزه اسکار برای بهترین فیلم‌نامهٔ اقتباسی شد. در سال ۲۰۰۱ بنیاد فیلم آمریکا در فهرست ۱۰۰ سال... ۱۰۰ هیجان به انتخاب بفا این فیلم را در رتبهٔ ۹۵# قرار داد. این فیلم به نقد خشونت بیش از اندازه در تبدیل کردن جوانان عادی آمریکایی به قاتلانی بی‌رحم و ماشین کشتار ارتش آمریکا می‌پردازد. همچنین، نقدی بر جنگ، به‌ویژه جنگ ویتنام، دارد. غلاف تمام‌فلزی یکی از بهترین فیلم‌ها دربارهٔ به‌وجود آمدن معضلات روانیِ جنگ بر روح و روان سربازان است.

## خلاصه داستان
واحد جذب نیروی دریائی ایالات متحده، کارولینای جنوبی. گروهبان توپخانه، «هارتمن» (ارمی) گروهی داوطلب تازه‌کار را می‌پذیرد و برای آنان نام‌های جدید انتخاب می‌کند، مثلاً به یکی از آنان، «سرباز جوکر» (موداین) و دیگر «سرباز کابوی» (آرلیس هوارد) می‌گوید و با خشونت و بددهنی به آنان می‌فهماند که باید هشت هفته آموزشی را به همین ترتیب سر کنند.

## مشروح داستان
در جریان جنگ ویتنام، گروهی از سربازان تازه‌وارد تفنگداران دریایی ایالات متحده برای گذراندن دورهٔ هشت‌هفته‌ای آموزش نظامی پایه تفنگداران دریایی وارد پایگاه آموزشی جزیره پاریس می‌شوند. گروهبان یکم هارتمن، مربی سخت‌گیر آن‌ها، با روش‌هایی شدید آن‌ها را برای نبرد آماده می‌کند. در میان این افراد، جی. تی. دیویس، که پس از تقلید از جان وین در سخنرانی آغازین هارتمن، لقب «جوکر» را می‌گیرد، و لئونارد لارنس، سرباز چاق و کندذهنی که هارتمن او را «گامر پایل» می‌نامد، حضور دارند.
در طول دوره، هارتمن جوکر را رهبر گروه می‌کند و مسئول بهبود عملکرد پایل می‌سازد. یک شب، هارتمن در بازرسی بهداشتی متوجه می‌شود که صندوق شخصی پایل قفل نیست و درون آن یک پیراشکی ژله‌ای پیدا می‌کند. او کل گروهان را مسئول خطای پایل می‌داند و سیاست تنبیه جمعی را اعمال می‌کند. شب بعد، سایر سربازان، با مشارکت اکراه‌آمیز جوکر، در یک تنبیه پتو پایل را شکنجه می‌کنند. پس از آن، پایل ناگهان تغییر می‌کند و رفتاری کاملاً منظم و حرفه‌ای نشان می‌دهد و در تیراندازی نیز بسیار ماهر می‌شود. این تغییر هارتمن را خوشحال اما جوکر را نگران می‌کند، زیرا متوجه علائم فروپاشی روانی در پایل می‌شود، از جمله حرف زدن با تفنگش.
سربازان فارغ‌التحصیل می‌شوند، اما در شب پایانی پیش از ترک پایگاه، جوکر که نگهبان شب است، پایل را در توالت پادگان می‌بیند که در حال پر کردن اسلحهٔ تفنگ ام۱۴ خود با فشنگ واقعی، اجرای فرامین نظامی و با صدای بلند خواندن سوگندنامه تفنگدار است. هارتمن با شنیدن سروصدا بیدار می‌شود و تلاش می‌کند پایل را متوقف کند، اما پایل ابتدا هارتمن را می‌کشد و سپس در برابر چشمان جوکر خودکشی می‌کند.
پس از مرگ هارتمن، در ژانویهٔ ۱۹۶۸، جوکر با درجهٔ گروهبان در دا نانگ برای روزنامهٔ استارز اند استرایپس کار می‌کند و با سرباز عکاس سرباز یکم «رفتِرمن» همکار است. حمله تت آغاز می‌شود و پایگاه هدف قرار می‌گیرد، اما مقاومت می‌کند. صبح روز بعد، جوکر و رفتِرمن به پایگاه رزمی فو بای اعزام می‌شوند. جوکر در آن‌جا در جست‌وجوی دوست قدیمی‌اش، گروهبان «کابوی» ایوانز، که در جزیره پاریس با او آشنا شده بود و اکنون عضو واحدی به نام «دسته شهوت» است، او را پیدا می‌کند.
هنگام گزارش از صحنهٔ قتل عام غیرنظامیان، جوکر با یک سرهنگ تفنگداران روبه‌رو می‌شود که به تضاد میان نماد صلح روی یقهٔ لباسش و عبارت «متولد برای کشتن» روی کلاه‌خودش اعتراض می‌کند. جوکر این را اشاره‌ای به دوگانگی انسان می‌داند.
در نبرد هوی، فرمانده دسته، ستوان والتر «تاچ‌داون» شینوسکی و یک تفنگدار دیگر به دست نیروهای ارتش خلق ویتنام کشته می‌شوند. کمی بعد، تله انفجاری گروهبان «ارل دیوانه» را می‌کشد و فرماندهی به کابوی می‌رسد. دسته در شهر گم می‌شود و در کمینی از سوی یک تک‌تیرانداز ویت‌کنگ قرار می‌گیرند که «ایت‌بال» و «دکتر جی» را می‌کشد. هنگام نزدیک شدن به محل تک‌تیرانداز، کابوی هم کشته می‌شود.
در پی آن، «حیوان مادر»، تیربارچی گروه، فرماندهی را به عهده می‌گیرد و حمله به تک‌تیرانداز را رهبری می‌کند. جوکر ابتدا او را پیدا می‌کند، اما تفنگ ام۱۶ او گیر می‌کند و حضورش لو می‌رود. هنگام تیراندازی تک‌تیرانداز، مشخص می‌شود که او دختری نوجوان است. رفتِرمن او را به‌شدت زخمی می‌کند. وقتی اعضای گروه به محل می‌رسند، دختر برای کشتن خود التماس می‌کند. در پی بحثی دربارهٔ کشتن یا رها کردن او، حیوان مادر با مرگ از روی ترحم موافقت می‌کند، اما فقط اگر جوکر این کار را بکند. جوکر پس از تردیدی کوتاه، به او شلیک می‌کند.
با فرارسیدن شب، تفنگداران در حال حرکت به سوی رودخانه عطر، ترانهٔ "رژه میکی ماوس" را می‌خوانند. راوی در پایان می‌گوید که با وجود اینکه در «جهانی پر از کثافت» است، از زنده بودن خوشحال است و دیگر نمی‌ترسد.

## بازیگران
| بازیگر            | نقش            | توضیح                   |
| ----------------- | -------------- | ----------------------- |
| متیو موداین       | جوکر           | جیمز دیویس/خبرنگار جنگی |
| وینسنت د آفریو    | لنی/گومر پایل  | لئونارد لاورنس          |
| آر لی ارمی        | گروهبان هارتمن | مربی ارشد آموزش         |
| آدام بالدوین      | انیمال مادر    |                         |
| آرلیس هاوارد      | کابوی          | دوست جوکر               |
| کوین ماجور هاوارد | رفترمن         | همکار جوکر/عکاس         |
| دوریان هاروود     | ایتبال         |                         |
| تیم کالسری        | درگانر         |                         |

## جایزه‌ها
- نامزد بهترین موسیقی جایزه بفتا
- نامزد بهترین جلوه‌های ویژه جایزه بفتا
- نامزد اسکار بهترین فیلم‌نامه اقتباسی